# دن جانسون (موسیقی‌دان)
دن جانسون (انگلیسی: Dan Johnson؛ زادهٔ ۱ ژانویهٔ ۱۹۸۵) طبل‌زن اهل ایالات متحده آمریکا است. وی از سال ۱۹۹۸ میلادی تاکنون مشغول فعالیت بوده است.